# Prix Louis-Tillaye
Pour les articles homonymes, voir Tillaye.
Le prix Louis-Tillaye est une course hippique de trot monté qui se déroule au mois de novembre sur l'hippodrome de Vincennes à Paris.
C'est une course de Groupe II réservée aux chevaux de 3 ans, hongres exclus, ayant gagné au moins 10 000 €.
Elle se court sur la distance de 2 700 mètres (grande piste). L'allocation s'élève à 120 000 €, dont 54 000 € pour le vainqueur. Les trois premiers du prix Louis-Tillaye sont assurés de pouvoir disputer le Prix de Vincennes en décembre.
Créée en janvier 1914, la course honore Louis Tillaye, ministre des Travaux publics, député du Calvados, maire d'Houlgate, mort l'année précédente. Membre de la Société du demi-sang, il était intervenu à plusieurs reprises en faveur de l'élevage à l'Assemblée.

## Palmarès depuis 1974
| Année | Vainqueur          | Père               | Jockey                   | Entraîneur                  | Réd.km |
| ----- | ------------------ | ------------------ | ------------------------ | --------------------------- | ------ |
| 2024  | Looping Day        | Face Time Bourbon  | Anthony Barrier          | Sébastien Guarato           | 1'13"2 |
| 2023  | Kapaula de l'Épine | Discours Joyeux    | Mathieu Mottier          | Jérémy-Gaston Van Eeckhaute | 1'14"9 |
| 2022  | J'Aime le Foot     | Boccador de Simm   | David Thomain            | Philippe Allaire            | 1'14"4 |
| 2021  | Ici C'est Paris    | Dollar Maker       | David Thomain            | Philippe Allaire            | 1'13"4 |
| 2020  | Heartbreaker One   | Alto de Viette     | Hanna Huygens            | Luc Roelens                 | 1'14"8 |
| 2019  | Gainsborough       | Bird Parker        | Yoann Lebourgeois        | Romain Derieux              | 1'16"2 |
| 2018  | Feeling Cash       | Ready Cash         | Yoann Lebourgeois        | Philippe Allaire            | 1'14"5 |
| 2017  | Évidence Roc       | Paris Haufor       | Émilie Le Beller         | Émilie Le Beller            | 1'15"3 |
| 2016  | Dhikti Védaquais   | Thorens Vedaquais  | Anthony Barrier          | Philippe Allaire            | 1'14"9 |
| 2015  | Clegs des Champs   | Legs du Clos       | Damien Bonne             | Thierry Raffegeau           | 1'15"3 |
| 2014  | Bilibili           | Niky               | Alexandre Abrivard       | Laurent-Claude Abrivard     | 1'15"6 |
| 2013  | Asana Trembladaise | Kuadro Wild        | Anthony Dollion          | Anthony Dollion             | 1'16"7 |
| 2012  | Vanishing Point    | Ludo de Castelle   | Damien Bonne             | Sébastien Guarato           | 1'15"  |
| 2011  | Uranus de Larré    | Jasmin de Flore    | Matthieu Abrivard        | Nicolas Raimbeaux           | 1'16"  |
| 2010  | Texas Charm        | Cygnus d'Odyssée   | Julien Dubois            | Philippe Moulin             | 1'15"7 |
| 2009  | Surabaya Jiel      | Goetmals Wood      | Matthieu Abrivard        | Jean-Luc Dersoir            | 1'14"9 |
| 2008  | Replay Oaks        | Le Big Boss        | Émile Fournigault        | Gaston Alainé               | 1'15"5 |
| 2007  | Quokine Berry      | Chef du Châtelet   | Laurent-Claude Abrivard  | Jean-Michel Bazire          | 1'15"4 |
| 2006  | Punch Winner       | Gai Brillant       | Éric Raffin              | Philippe Allaire            | 1'14"7 |
| 2005  | One and Only       | Gros Grain         | Philippe Masschaele      | Eric Huysentruyt            | 1'14"4 |
| 2004  | Nobilis Jiel       | Gai Brillant       | Philippe Masschaele      | Jean-Luc Dersoir            | 1'15"  |
| 2003  | Mara Bourbon       | And Arifant        | Louis Baudron            | Jean-Pierre Dubois          | 1'15"3 |
| 2002  | Léda d'Occagnes    | Cygnus d'Odyssée   | Philippe Masschaele      | Pierre-Désiré Allaire       | 1'18"3 |
| 2001  | Kyrielle Club      | Un d'Estricat      | Yves Dreux               | Patrick Hawas               | 1'17"2 |
| 2000  | Jardy              | Cygnus d'Odyssée   | Jean-Philippe Mary       | Philippe Allaire            | 1'17"  |
| 1999  | Ivoire de Grammont | Ukir de Jemma      | Jean-Paul Piton          | Philippe Allaire            | 1'20"1 |
| 1998  | Holly Jet          | Bon Vivant         | Michel Lenoir            | Jean-Étienne Dubois         | 1'17"3 |
| 1997  | Gentry d'Ombrée    | Axe des Sarts      | Michel Lenoir            | Jean-Raoul Deshayes         | 1'18"1 |
| 1996  | Fanion du Coq      | Rokardo            | Philippe Gillot          | Philippe Gillot             | 1'18"3 |
| 1995  | Éclair de Vandel   | Sancho Pança       | Jean-Loïc-Claude Dersoir | Joël Hallais                | 1'18"5 |
| 1994  | Dréa Josselyn      | Le Loir            | Michel Lenoir            | Pierre Coignard             | 1'17"8 |
| 1993  | Carlito d'Arc      | Ruanito d'Arc      | Michel Lenoir            | Philippe Rouer              | 1'19"2 |
| 1992  | Boadicée de Béval  | Minou du Donjon    | Yves Dreux               | Ali Hawas                   | 1'20"5 |
| 1991  | Atout de Marjon    | Hajacques de Chenu | Yves Dreux               | Patrick Hawas               | 1'19"7 |
| 1990  | Vanneau            | Marpheulin         | Philippe Békaert         | Paul Viel                   | 1'19"  |
| 1989  | Ursulo de Crouay   | Mivus              | Philippe Gillot          | Joël Hallais                | 1'20"1 |
| 1988  | Tomanco            | Elpenor            | Joël Van Eeckhaute       | Joël Van Eeckhaute          | 1'22"5 |
| 1987  | Speed Clayettois   | Joachim            | Yves Dreux               | Ali Hawas                   | 1'19"6 |
| 1986  | Rantzau            | Darold II          | Jean-Claude Hallais      | Ulf Nordin                  | 1'21"  |
| 1985  | Qrysolle           | Hymour             | Michel Lenoir            | Michel Roussel              | 1'21"9 |
| 1984  | Perrin Dandin      | Grape Fruit        | Bernard Oger             | Léopold Verroken            | 1'19"7 |
| 1983  | Orfeu Negro        | Valmont            | Bernard Oger             | Léopold Verroken            | 1'20"1 |
| 1982  | Nestoriac          | Derjacques         | Yves Dreux               | Ali Hawas                   | 1'20"  |
| 1981  | Mesta              | Ura                | Alain Laurent            | Stig Engberg                | 1'21"3 |
| 1980  | Lacan              | Apaty              | Michel Lenoir            | René Veslard                | 1'21"4 |
| 1979  | Karika             | Réza Grandchamp    | Jean-Claude Hallais      | Jean-Claude Hallais         | 1'21"  |
| 1978  | Jalinotte          | Calino             | Pascal Békaert           | Gérard Mascle               | 1'20"8 |
| 1977  | Idylle Charmeuse   | Valmont            | Pierre Giffard           | Jean-Pierre Viel            | 1'22"4 |
| 1976  | Hyacinthe          | Umuse P            | Jean-Claude Rivault      |                             | 1'22"9 |
| 1975  | Gazon              | Quasipyl           | Gérard Mascle            |                             | 1' 23  |
| 1974  | Fondon             | Quasipyl           | Gérard Mascle            |                             | 1'21"4 |